# Püspökszilágy, Pesta
Püspökszilágy  este un sat în districtul Vác, județul Pesta, Ungaria, având o populație de 747 de locuitori (2011). 

## Demografie
Componența etnică a satului Püspökszilágy
     Maghiari (98,94%)
     Necunoscut (1,06%)
     Alții (1,06%)
Componența confesională a satului Püspökszilágy
     Fără religie (5,09%)
     Reformați (4,69%)
     Luterani (1,2%)
     Necunoscută (89,02%)
     Alte religii (2,41%)
Conform recensământului din 2011, satul Püspökszilágy avea 747 de locuitori. Din punct de vedere etnic, majoritatea locuitorilor (98,94%) erau maghiari. Apartenența etnică nu este cunoscută în cazul a 1,06% din locuitori. Nu există o religie majoritară, locuitorii fiind persoane fără religie (5,09%), reformați (4,69%) și luterani (1,2%). Pentru 89,02% din locuitori nu este cunoscută apartenența confesională.